# Pomořské vojvodství (1919–1939)

Pomořské vojvodství na mapě meziválečného Polska

Pomořské vojvodství (polsky Województwo Pomorskie) byla správní jednotka meziválečného Polska (v letech 1919–1939). Přestala existovat v září 1939 po německé a sovětské invazi do Polska.
Většina území tehdejšího Pomořského vojvodství je dnes součástí Kujavsko-pomořského vojvodství.